# 農業労働者のための疾病保険に関する条約
農業労働者のための疾病保険に関する条約（のうぎょうろうどうしゃのためのしっぺいほけんにかんするじょうやく、英語: Convention concerning Sickness Insurance for Agricultural Workers）は、国際労働機関の条約。1927年6月15日に採択、1928年7月15日に発効した。農業労働者に適用されるべき強制疾病保険制度について定めており、1969年の医療及び疾病給付に関する条約で改正されている。
2018年4月時点で21か国が批准しており、また批准国のうちウルグアイが1978年に脱退している。